# Mafeteng (stad)
Mafeteng is de hoofdstad (Engels: district town, ook camp town) van het gelijknamige district in Lesotho. Er wonen ongeveer 30.000 inwoners, daarmee de grootste plaats in het district.  